# Michail Krasenkov
Michail Vladimirovič Krasenkov (in russo Михаил Владимирович Красенков?; in polacco: Michał Krasenkow; Mosca, 14 novembre 1963) è uno scacchista polacco di origine sovietica, Grande maestro.
Nato in Unione Sovietica, emigrò in Polonia nel 1992 e dal 1996 rappresenta tale Paese in tutte le competizioni internazionali. È considerato il più forte giocatore polacco del periodo dopo la seconda guerra mondiale. Ha vinto due volte il campionato individuale della Polonia (2000 e 2002) e 13 volte il campionato a squadre dal 1991 al 2005.
Ha giocato per la Polonia in cinque olimpiadi degli scacchi dal 1996 al 2004, quattro volte in prima scacchiera.
Grande maestro dal 1989, raggiunse il massimo Elo in luglio 2000, con 2.702 punti.

## Altri risultati
Ha vinto per tre volte la Rilton Cup di Stoccolma  (1994/95, 1995/96 e 2012/13).
- 1987 : vince il campionato open della Georgia
- 1989 : =1º a Budapest
- 1994 : 2º al torneo di Hastings dietro a John Nunn
- 1995 : 2º a Polanica-Zdrój dietro a Veselin Topalov
- 1997 : vince il 39º torneo di Capodanno di Reggio Emilia 1996/97
- 1998 : 1º a Buenos Aires
- 2001 : 1º a Shanghai (cat. 15)
- 2002 : 1º-4º al Corus B di Wijk aan Zee
- 2004 : 1º a Budapest
- 2007 : 1º al Corus C di Wijk aan Zee
- 2008 : 1º-4º a Mumbai